# Dek
Le dek est une langue adamawa-oubanguienne du groupe mboum, parlée au Cameroun dans la Région du Nord.
Le nombre de locuteurs a été estimé à 2 980 en 2000. Un annuaire publié en 2003 la considère cependant comme éteinte.
C'est une langue non classée. On ne lui connaît pas de dialecte. 